# Don Iveson
Donald L. Iveson, né le 30 mai 1979 à Saint-Albert, est un homme politique canadien. Il est conseiller municipal de 2007 à 2013, puis maire d'Edmonton, en Alberta de 2013 à 2021. 

## Biographie

### Jeunesse et formation
Né à Saint-Albert en 1979, Don Iveson grandit dans le quartier Parkallen d'Edmonton, le seul enfant de Margaret, professeur d'éducation à l'Université de l'Alberta, et de Bob Iveson, sculpteur. Enfant, Iveson aime les livres, notamment la série Horatio Hornblower de CS Forester en septième année. Il est également actif dans le scoutisme et le débat. 
Il obtient un baccalauréat ès arts en science politique de l'université de l'Alberta en 2001,. Pendant son séjour, il est rédacteur en chef de The Gateway, le journal étudiant de l'université. Il effectue sa dernière année d'université en échange à l'université de Toronto et est demeure dans cette ville après avoir obtenu son diplôme pour être président de la Canadian University Press pendant un an. 
Il est ensuite directeur commercial de The Gateway pendant deux ans avant de prendre un poste de directeur de la défense des droits auprès de l'Union des étudiants de l'université d'Alberta. Là, il joue un rôle de premier plan dans les négociations avec la ville d'Edmonton pour l'élaboration d'un laissez-passer universel pour les étudiants. Il quitte son poste en 2007 et entre en politique peu de temps après.

### Carrière politique
Don Iveson se présente comme candidat aux élections municipales de 2007 à Edmonton dans le quartier 5, contre les sortants, Bryan Anderson et Mike Nickel. Sa campagne met l'accent sur l'amélioration des services de transport en commun, la densification des logements et l'augmentation des logements abordables. Il obtient le soutien des anciens conseillers Larry Langley, Janice Melnychuk, Michael Phair et Gene Dub, ainsi que des membres de l'Assemblée législative de l'Alberta Don Massey et Raj Pannu. Dans un résultat qualifié de surprise par les médias, Don Iveson se place derrière Anderson mais obtient plus de deux mille voix devant Mike Nickel, ce qui lui permet de remporter le deuxième siège en jeu du conseil de quartier.
Après son entrée en fonction, Don Iveson se voit confier le portefeuille environnemental par le maire Stephen Mandel. À ce titre, il participe à la Conférence des Nations unies sur les changements climatiques de 2007 à Bali, en Indonésie. Il approuve également l'institution d'une taxe municipale sur les sacs en plastique et une réduction de l'utilisation de pesticides cosmétiques bien qu'il n'ait pas approuvé l'interdiction demandée par la Société canadienne du cancer. 
En réponse à la nouvelle selon laquelle les dépenses municipales nécessiteraient des augmentations de taxes foncières plus importantes que la normale en 2008 et 2009, Don Iveson exprime son soutien au maintien des niveaux de dépenses, déclarant qu'il était « fatigué de cette ville à bon marché »[réf. nécessaire]. Il précise ensuite qu'il fait principalement référence aux investissements nécessaires dans les infrastructures. Il plaide pour un régime fiscal plus progressif qui correspondrait mieux à l'impact sur les ménages, substituant peut-être des revenus tarifaires plus stables aux impôts fonciers qui peuvent varier en fonction de la valeur fluctuante de la propriété. 
Le 18 juin 2013, Don Iveson annonce qu'il se présente au poste de maire aux élections municipales de la même année, alors que le maire Stephen Mandel a annoncé qu'il ne briguerait pas un quatrième mandat. Le 21 octobre, Don Iveson l'emporte avec 61,88 % des voix et prête serment le 29 octobre. 
Don Iveson est connu pour être un défenseur des droits de la communauté LGBTQ, en participant notamment au brunch de la fierté du maire en 2014. Le 9 juin 2015, Iveson suscite la controverse en tweetant au sujet d'un lien entre la fusillade mortelle du gendarme Daniel Woodall du service de police d'Edmonton et l'annulation du registre fédéral des armes à feu. Don Iveson retire le message de son compte Twitter plus tard dans la journée. 
Le 16 octobre 2017, il est réélu maire d'Edmonton, l'emportant largement avec 73,61 % des voix. Il ne se représente pas en 2021.

### Vie privée
Don Iveson est marié à Sarah Chan, professeur de musique,. Le couple a un fils et une fille. Il est un passionné de voile et a enseigné le sport au lac Wabamun. Il est également fan de Star Trek et d'Arcade Fire.
En 2011, Don Iveson est apparu dans une vidéo faisant la promotion du système de transport en commun d'Edmonton avec la chanteuse Colleen Brown, qui a interprété Happy Love Song dans un autobus. 